# 31 Ośrodek Dowodzenia i Naprowadzania
31 Ośrodek Dowodzenia i Naprowadzania – powstał 12 maja 2003 i po czterech miesiącach istnienia został włączony do systemu dowodzenia Wojsk Lotniczych i Obrony Powietrznej, podlegał bezpośrednio Centrum Operacji Powietrznych.
Do głównych zadań Ośrodka należały kontrola przestrzeni powietrznej, wykrywanie lecących statków powietrznych, ich identyfikacja, klasyfikacja i kontrola ich planu lotu.
31 ODN swoim obszarem obejmował zachodnią część kraju, w jego obszarze działania leżały bazy lotnicze w Krzesinach, Łasku i Powidzu, współpracował też z jednostkami rakietowymi obrony powietrznej na swoim obszarze.
Był ośrodkiem, w którym realizowane były najnowsze zamierzenia dotyczące dowodzenia i naprowadzania w Siłach Powietrznych RP.
31 grudnia 2010 roku 31. ODN został rozformowany, a na jego bazie sformowano funkcjonującą od 1 stycznia 2011 roku Mobilną Jednostkę Dowodzenia Operacjami Powietrznymi.
Ośrodek posiadał własną odznakę pamiątkową zatwierdzoną decyzją nr 261/MON z 10 sierpnia 2005.

## Dowódcy
- płk dypl. pil. Ryszard Andryszczak – 12 maja 2003 – 20 grudnia 2005
- płk dypl. pil. Cezary Wasser (p.o.) – 20 grudnia 2005 – 30 listopada 2006
- płk dypl. pil. Jacek Łazarczyk – 30 listopada 2006 – 30 sierpnia 2010
- ppłk dypl. Janusz Droździk (p.o.) – 30 sierpnia 2010 – 31 grudnia 2010

## Podporządkowanie
- 3 Korpus Obrony Powietrznej – 12 maja 2003 – 31 sierpnia 2003
- Centrum Operacji Powietrznych – 1 września 2003 – 31 grudnia 2010